# Bimbo Akintola
Bimbo Akintola est une actrice nigériane née le 5 mai 1970 à Ibadan.
Elle a étudié à l'école privée Maryland Convent dans l'Etat de Lagos. Elle a ensuite fréquenté le Command Day Secondary School, à Lagos. A l'Université d'Ibadan, elle décroche un diplôme en arts du théâtre.

## Carrière
Bimbo commence sa carrière d'actrice en apparaissant dans le film Owo Blow en 1995, aux côtés de Femi Adebayo. Par la suite, elle joue dans le film Out of Bounds en 1997, avec le vétéran Richard Mofe Damijo. Cette performance lui vaut le prix de Meilleure Actrice/Actrice Anglophone au Nigeria.
En 2010 et 2017, elle est nommée pour le prix de la meilleure actrice aux Africa Movie Academy Awards.
En 2020, elle est la voix d'un des rôles principaux du premier film d'animation nigérian : Lady Buckit and the Motley Mopsters (en).

## Filmographie sélective
- 1997 : Owo Blow: The Genesis
- 1998 : Diamond Ring
- 1998 : The Gardner
- 2004 : Dangerous Twins
- 2005 : Without Shame
- 2006 : Last Dance
- 2007 : Beyond the Verdict
- 2008 : Smoke and Mirrors
- 2012 : Hoodrush
- 2013 : Ayitale
- 2015 : Heaven's Hell
- 2015 : Husbands of Lagos
- 2016 : 93 jours
- 2017 : In Our Trap
- 2019 : Diamonds In The Sky
- 2020 : Lady Buckit and the Motley Mopsters
- 2020 : The New Normal
- 2021 : Poor-ish
- 2022 : Dawn at Midnight
- 2022 : Ijakumo: The Born Again Stripper
- 2023 : Dangerous Mission
- 2023 : The Black Book